# Расселл, Клайв
Клайв Расселл (англ. Clive Russell; род. 7 декабря 1945) — британский актёр. Он наиболее известен по ролям Фредерика Эбберлайна в «Улице потрошителя», Энгуса О’Коннора в «Счастье» и Бриндена Талли в сериале HBO «Игра престолов».

## Жизнь и карьера
Расселл родился в Рите, Йоркшире, Англии, и вырос в Файфе, Шотландии.
Расселл впервые выступил на публике в 1960 году на «Шоу Шэри Льюис», но его первая актёрская работа была в 1980 году, когда он играл на Лондонской сцене в роли прораба в сатирической пьесе лауреата Нобелевской премии Дарио Фо «Случайная смерть Анархиста», о коррупции в полиции Италии. Отзывы были хорошими, и он повторил эту роль на телевидении в 1983 году. После дальнейшего оттачивания своих навыков в различных британских телепостановках и нескольких фильмах, включая «Джут-сити», «Сила личности», «Ястреб» и «Один экран», Расселл получил роль Калеба Гарета в мини-сериале канала BBC «Ветер перемен», основанном на одноимённом романе Джорджа Элиота. Год спустя, он снялся вместе с Хеленой Бонэм Картер в фильме «Музей Маргарет», за который он получил номинацию на премию «Джини» на 16-й церемонии вручения премии за лучшую мужскую роль. Расселл сыграл отца Рэйфа Файнса в другом критически успешном фильме, «Оскар и Люсинда». Растущее признание его актёрского мастерства затем принесли ему главные роли в четырёх главных телесериалах: «Большие надежды», «Оливер Твист», «Дети дороги» и «Туманы Авалона».

### Телевидение
Расселл имеет знакомое и незабываемое лицо на британском телевидении и появился во множестве телесериалов, включая «Мальчишки из Блэкстаффа», «Надежда и слава», «Задверье», «Большие надежды», «Туманы Авалона», «Головорезы», «Хозяин долины», «Воскрешая мёртвых», «Безмолвный свидетель», «Коварство гор» и «Долбанутые». Он также появился в сериалах «Всё ещё игра», «Счастье», «Прощайте, привычки» и «Метод Крекера». С 2005 по 2006 годы Расселл играл Фила Нэйла в телесериале канала ITV «Coronation Street».
Он появился в роли Джока в третьем сезоне сериала «Джем и Иерусалим» канала BBC, «Баярда, короля Мерсии» в «Мерлине», и в «Отеле „Вавилоне“» в роли художника, принужденного инсценировать свою смерть, находясь в долгу. В 2012 году, его назначили на роль Бриндена «Чёрной рыбы» Талли в фэнтезийной драме канала HBO «Игра престолов».

### Фильмы
В «Музее Маргарет», высоко похваленном фильме, он снялся в роли говорящего на гэльском языке Нила Карри, вместе с Хелена Бонэм Картер. Другие фильмы Расселла включают «Фестиваль», «Дамы в лиловом», «Король Артур», «Друг невесты», «Лекция 21», «Тринадцатый воин» и «Человек-волк».
Он появился в фильме 2009 года «Шерлок Холмс» в роли капитана Таннера, и повторил роль в сиквеле фильма 2011 года, «Шерлок Холмс: Игра теней». Он появился в фильме 2010 года «Человек-волк» в роли Макуина.
В настоящее время он играет Фредерика Эбберлайна в сериале канала BBC One «Улица потрошителя». Он сыграл Тюра в фильме «Тор 2: Царство тьмы» (2013).

## Фильмография
| 1995             | Музей Маргариты              | Margaret's Museum                  | Нил Карри                            |                         |
| 1997             | Оскар и Люсинда              | Oscar and Lucinda                  | Теофилиус                            |                         |
| 1999             | Тринадцатый воин             | The 13th Warrior                   | Хальфдан                             |                         |
| 2004             | Король Артур                 | King Arthur                        | отец Ланселота                       |                         |
| 2005             | Вера                         | Faith                              | Гордон                               | телефильм               |
| 2007             | Жёлтый дом                   | The Yellow House                   | мсье Рулен                           | телефильм               |
| 2008             | Друг невесты                 | Made of Honour                     | кузен Финли                          |                         |
| 2008             | Мерлин                       | Merlin                             | Баярд                                | телесериал              |
| 2009             | Книга крови                  | Book of Blood                      | Уайбёрд                              |                         |
| 2009             | Шерлок Холмс                 | Sherlock Holmes                    | капитан Таннер                       |                         |
| 2009             | Чисто английское убийство    | The Bill                           | Дэнни Трэвис                         | телесериал, 2 эпизода   |
| 2010             | Человек-волк                 | The Wolfman                        | Макуин                               |                         |
| 2011             | Шерлок Холмс: Игра теней     | Sherlock Holmes: A Game of Shadows | капитан Таннер                       |                         |
| 2012-наст. время | Улица потрошителя            | Ripper Street                      | Главный инспектор Фредерик Эбберлайн | телесериал, 14 эпизодов |
| 2013             | Мария — королева Шотландии   | Mary, Queen of Scots               | Дуглас                               |                         |
| 2013             | Тор 2: Царство тьмы          | Thor: The Dark World               | Тюр                                  |                         |
| 2013             | Список                       | The List                           | Питер                                |                         |
| 2013-2016        | Игра престолов               | Game of Thrones                    | Бринден «Чёрная Рыба» Талли          | телесериал, 7 эпизодов  |
| 2014             | Волшебники против пришельцев | Wizards vs Aliens                  | Ворлок                               | телесериал, 2 эпизода   |
| 2014             | Удивительный мир Гамбола     | The Amazing World of Gumball       | главный воин                         | Эпизод: «The Kids»      |
| 2014             | Шетланд                      | Shetland                           | Адам Маркхэм                         | эпизоды «Мёртвая вода»  |
| 2016             | Чужестранка                  | Outlander                          | лорд Ловат                           | 1 эпизод                |
| 2018             | Король вне закона            | Outlaw King                        | лорд Маккиннон                       |                         |
| 2018             | Террор                       | The Terror                         | сэр Джон Росс                        |                         |
| 2020             | Дракула                      | Dracula                            | Валентин                             | телесериал              |
| 2025             | One Piece. Большой Куш       | One Piece                          | Крокус                               | телесериал              |